# 大沢村 (宮城県)
大沢村（おおさわむら）は、1889年から1955年まで宮城県宮城郡の北西部にあった村である。1955年2月1日に広瀬村と合併して宮城村の一部となり、宮城町を経て現在は仙台市青葉区の一部である。
この項目の記載事項は、大沢村の存続期間にあたる1889年から1955年までに限る。他の時期について含めた解説は、芋沢、大倉 (仙台市)、宮城町、青葉区 (仙台市) を参照されたい。

## 地理
村域は広瀬川の中流左岸（北岸）で、その支流大倉川と芋沢川の流域であった。大倉村と芋沢村が1889年（明治22年）に合併し、二つの村から一字ずつとって作った名が大沢である。村の大部分は山林で、広瀬川の北岸の段丘、大倉川と芋沢川の流域に平地があった。村役場は芋沢の赤坂におかれた。
- 河川 - 広瀬川、大倉川、芋沢川

## 歴史
大沢村は、江戸時代以来の芋沢村と大倉村が1889年（明治22年）の町村制施行時に合併して誕生した。このとき新たに村役場を芋沢字赤坂に新築した。役場は、1952年（昭和27年）に移転した。この建物は、1955年（昭和30年）に合併してから3か月ほどの間、新しい宮城町役場として使われた。

## 人口
1889年（明治22年）の戸数は312戸、人口は2824人であった。国勢調査がはじまった1920年（大正9年）の人口は3907人で、1925年（大正14年）の人口は3970人あった。

## 行政

### 村長[3]
1. 大内藤一郎 1889年（明治22年）5月1日 - 1905年（明治38年）5月1日
2. 早坂今朝之丞 1905年（明治38年）5月2日 - 1906年（明治38年）6月17日
3. 大内藤一郎 1906年（明治38年）6月18日 - 1909年（明治39年）11月27日
4. 石垣多利衛[4] 1907年（明治40年）3月19日 - 1922年（大正11年）7月21日
5. 今野庄蔵 1922年（大正11年）8月1日 - 1922年（大正11年）11月30日
6. 関庸次 1923年（大正12年）1月9日 - 1927年（昭和2年）5月26日
7. 石垣多利衛 1927年（昭和2年）6月24日 - 1935年（昭和10年）5月9日
8. 庄子喜蔵 1935年（昭和10年）7月30日 - 1939年（昭和14年）7月29日
9. 菅原俊了 1939年（昭和14年）8月8日 - 1946年（昭和21年）5月24日
10. 庄子多門 1946年（昭和21年）7月3日 - 1951年（昭和26年）5月4日。1947年（昭和22年）5月に最初の公選村長選挙で当選。
11. 庄子誠造 1951年（昭和26年）5月7日 - 1955年（昭和30年）1月31日

## 産業
主産業は大倉川と芋沢川の下流域に広がる小さな盆地での農業であったが、山村であること、消費都市の仙台に近いことから、副業が盛んであった。
農業では米作と畑作がともにあったが、東北の山間という厳しい条件もあって、凶作時に米が受ける被害は深刻であった。例えば1903年（明治36年）に大沢村では3223石の収穫があったが、2年後の凶作では46石しか取れなかった。それでも明治時代以降収量はしだいに増加し、冷害への耐性も増していった。米以外の作物としては、1921年（大正10年）の統計によれば大麦が多く、大豆、馬鈴薯、小豆その他が作られた。果樹には柿があった。養蚕も行われた。
20世紀前半まで馬の飼育が盛んで、1921年（大正10年）には428頭の馬がおり、牛は絶無であった。20世紀後半になるとこの関係は逆転し、牛の飼育のほうが盛んになった。
林野面積が広く、1921年（大正10年）にはその8割近くが国有林であった。用材を切り出したほか、薪と良質な木炭を豊かに産した。林業は20世紀後半になると衰退した。
1940年頃に蒲沢鉱山が発見され、チタンを含む砂鉄を産した。小規模な鉱山で、1945年に休山し、1951年に再開した。宮城村になった後の1957年に休山し、1963年に再開した。（その後の経緯は不明だが、2005年現在は休山中である。）
合併で宮城町になる1955年までは、菓子、履物、竹製品、箒など小規模の手工業的なものがあっただけで、大きな工場は立地しなかった。

## 教育

### 中学校
大沢村では、1947年（昭和22年）に大沢中学校が芋沢に、大倉中学校が大倉に作られた。大沢中学校ははじめ大沢小学校の中に置かれ、ついで高野原の青年学校を利用したが、3年後に新校舎を建てた。大倉中学校もはじめは大倉小学校の中にあり、3年後に新校舎に移転した。
- 大沢村立大倉中学校（2001年に廃止）
- 大沢村立大沢中学校

### 小学校
1873年（明治6年）、芋沢村に芋沢小学校、大倉村に大倉小学校が作られたのが最初の小学校である。1889年（明治22年）に大沢村が成立したとき、芋沢小学校を大沢小学校に改称し、同時に大倉小学校は大沢小学校の分教場になった。大倉小学校は1898年（明治31年）に小学校に昇格した。1951年（昭和26年）に芋沢の西部に川前小学校ができた。
大沢村は面積のわりに人口が少なかったため、分教場（後に分校）があちこちに置かれた。芋沢小学校の下には1874年（明治7年）に川前分教場が設けられ、上記のように1951年に独立した小学校になった。1899年（明治32年）には大竹分教場と苦地分教場が大沢小学校の下に設けられた。大倉小学校の下には同じ年に白木分教場と滝の上分教場、翌年に笠松分教場が設けられた。苦地分教場は1901年（明治34年）に上川前分教場と改称し、川前小学校設置のときその下につけられた。1948年（昭和23年）、大倉小学校の下にさらに青下分校と十里平季節分校が設けられ、後者は1950年（昭和25年）に分校になった。
- 大倉小学校 - 青下分校、笠松分校、滝の上分校、十里平分校、白木分校
- 大沢小学校 - 大竹分校
- 川前小学校 - 上川前分校